# Exekuční titul
Exekuční titul je rozhodnutí nebo jiná listina, vydaná k tomu oprávněným orgánem, sloužící jako podklad pro exekuci, pokud není dobrovolně splněna povinnost v něm obsažená. Podmínkou je však, aby byl vykonatelný, což se, kromě exekutorských a notářských zápisů, dokládá tím, že je na něm vyznačena tzv. doložka vykonatelnosti.
Exekučním titulem může být:
- rozhodnutí soudu (rozsudek, usnesení, platební rozkaz nebo trestní příkaz), pokud přiznává právo, zavazuje k povinnosti nebo postihuje majetek,
- schválený smír,
- rozhodčí nález,
- notářský zápis se svolením k vykonatelnosti,
- exekutorský zápis o dohodě splnit určitou povinnost se svolením k vykonatelnosti,
- rozhodnutí orgánu veřejné správy včetně platebních výměrů a výkazů nedoplatků ve věcech daní a poplatků,
- rozhodnutí a výkaz nedoplatků ve věcech nemocenského pojištění a sociálního zabezpečení a
- jiná rozhodnutí, schválené smíry a listiny, jejichž výkon připouští zákon (např. upravený seznam přihlášených pohledávek v insolvenčním řízení,[4] rozhodnutí o uložení kárného opatření pokuty kárným senátem České advokátní komory[5] nebo dispaš[6]).